# Лэнгстон, Мишель
Мишель Лэнгстон (англ. Michelle Langstone; род. 30 января 1979, Новая Зеландия) — новозеландская телевизионная актриса, известная главным образом по ролям в телесериалах «Могучие рейнджеры: Космический патруль Дельта» и «Могучие рейнджеры: Ярость джунглей».

## Фильмография
| Год       |    | Русское название                                | Оригинальное название     | Роль                                |
| --------- | -- | ----------------------------------------------- | ------------------------- | ----------------------------------- |
| 2000      | с  | Шортланд-стрит                                  | Shortland Street          | Сьюзан Моррис                       |
| 2000      | с  | Зена — королева воинов                          | Xena: Warrior Princess    | Лана                                |
| 2002      | тф | Суперпожар                                      | Superfire                 | Трейси Торрек                       |
| 2005      | с  | Могучие рейнджеры: Космический патруль «Дельта» | Power Rangers S.P.D.      | Кэтрин «Кэт» Манкс / Кошка-Рейнджер |
| 2008      | с  | Могучие рейнджеры: Ярость джунглей              | Power Rangers Jungle Fury | мастер Гуин                         |
| 2009      | с  | Легенда об Искателе                             | Legend of the Seeker      | Ливия                               |
| 2011—2013 | с  | Всемогущие Джонсоны                             | The Almighty Johnsons     | Мишель Брок / Сьёфн                 |